# Elattoneura girardi
Elattoneura girardi – gatunek ważki z rodziny pióronogowatych (Platycnemididae). Występuje w Afryce Zachodniej – stwierdzony na Wybrzeżu Kości Słoniowej, w Ghanie, Gwinei, Liberii, Nigerii i Sierra Leone.